# Вилијам Ремзи
Вилијам Ремзи (енгл. William Ramsay; Глазгов, 2. октобар 1852 — Хај Виком, 23. јул 1916) је био шкотски хемичар, који је открио племените гасове. Добио је Нобелову награду за хемију 1904. за откриће племенитих гасова.
Рођен је у Глазгову, где је и студирао на универзитету Глазгов под вођством Томаса Андерсона. После тога одлази на студије у Немачку на Универзитет у Ерлангену, где код Фитига докторира на испитивању толуичних и нитротолуичних киселина. Вратио се у Глазгов, где постаје Андерсонов асистент у Андерсоновом колеџу. Професор хемије у Бристолу постаје 1879. Највише је тада радио у пољу физичке хемије, односно на стехиометрији и термодинамици, као и на евапорацији и дисоцијацији. Наследио је Александра Вилијамсона на престижном месту шефа хемије на Јуниверсити Колеџу Лондон. Ту је направио најважнија открића. Већ у периоду 1885. - 1890. објављује неколико значајних радова о азотним оксидима.
Лорд Рејли је у априлу 1894. одржао предавање, коме је присуствовао Вилијам Ремзи. Рејли је открио разлику густине азота направљеног хемијском синтезом и азота изолованог из ваздуха уклањањем познатих компоненти. После кратке дискусије о том проблему, Ремзи је одлучио да то истражи. До августа Ремзи је открио тешку компоненту ваздуха, која дотад није била позната и која није имала било какве хемијске реактивности. Тај гас су назвали „аргон“. Следећих година открива неон, криптон и ксенон. Он је такође изоловао хелијум, који је примећен у спектру Сунца, али није био нађен на Земљи. Хелијум је изоловао 1895. док је тражио извор аргона. Био је вођен Мендељејевим периодним системом, тако да је систематски истраживао недостајуће везе у новим групама елемената и тако је заправо открио неон, криптон и ксенон (1898).
Једно врло значајан откриће, које је направио заједно са Фредериком Содијем, је било откриће хелијума, који излази из радијума. То откриће је било повезано са радиоактивношћу. Током 1910. изоловао је и радон.